# Carvico
Carvico é uma comuna italiana da região da Lombardia, província de Bérgamo, com cerca de 4.141 habitantes. Estende-se por uma área de 4 km², tendo uma densidade populacional de 1035 hab/km². Faz fronteira com Calusco d'Adda, Pontida, Sotto il Monte Giovanni XXIII, Terno d'Isola, Villa d'Adda.

## Demografia
| Variação demográfica do município entre 1861 e 2011                               |
|                                                                                   |
| Fonte: Istituto Nazionale di Statistica (ISTAT) - Elaboração gráfica da Wikipedia |